# Riksdagen 1809–1810
Riksdagen 1809–1810 ägde rum i Stockholm.
Riksdagen öppnades den 1 maj 1809. Till lantmarskalk utsågs Mikael Anckarsvärd. Prästeståndets talman var ärkebiskopen Jacob Axelsson Lindblom. Borgarståndets talman var Hans Niklas Schwan och bondeståndets talman var Lars Olsson i Groröd. Sedan Gustav IV Adolf har blivit arresterad den 13 mars och abdikerat den 29 mars blev han formellt avsatt den 10 maj. Karl XIII valdes till ny kung den 6 juni, sedan han har godkänt den nya regeringsformen, som införs samma dag. Den danske prinsen Christian August valdes till ny svensk tronföljare. Det antogs även en ny riksdagsordning den 10 februari 1810. Riksdagen avslutades den 2 maj 1810.

## Riksdagsmän
- Prästeståndets ledamöter vid riksdagen 1809–1810